# 기간산업체
기간산업체(基幹産業體)는 철강∙조선∙석탄∙전력 등 국가 성장의 기반이 되는 분야의 기업을 의미한다. 대개 정부가 강력한 지원 정책을 사용하여 기업이 수익을 창출함과 동시에 국가에 도움이 되도록 뒷받침해 준다. 정부는 규제 완화, 재정적 지원, 정치적 여론 조성 등 다양한 방식으로 기업을 돕는다. 이런 면에서 자유 시장의 개념과 벤처기업 육성과는 반대 입장이라고 볼 수 있다.